# 西脇町 (瀬戸市)
西脇町（にしわきちょう）は、愛知県瀬戸市菱野連区の町名。丁番を持たない単独町名である。

## 地理
- 瀬戸市の南西部に位置する[8]。西を幡西町、北を菱野町・福元町、東を羽根町、南を南菱野町と隣接している[8]。
- 北部は水田地帯、南部の旧山口名古屋道沿いに集落が立地する[8]。

### 河川
- 矢田川（山口川）[8] ： 町の北端、福元町・菱野町との町境を西流している。

- 矢田川（西脇町・菱野町境）

### 学区
市立小・中学校に通う場合、学区は以下の通りとなる。また、公立高等学校普通科に通う場合の学区は以下の通りとなる。
| 番・番地等 | 小学校               | 中学校             | 高等学校 |
| ---------- | -------------------- | ------------------ | -------- |
| 全域       | 瀬戸市立幡山西小学校 | 瀬戸市立幡山中学校 | 尾張学区 |

## 歴史

### 町名の由来
かつて菱野村は6つの島で構成されており、この地はその一つの西脇島であった。島名が字名となり町名となったといわれる。

### 沿革
- 1979年（昭和54年）12月1日 - 瀬戸市大字菱野字西野々・土取・福古・城下・西脇・前田・羽根島・諸砂・山之神・平定納・前田洞の各一部により、同市西脇町として成立[2]。

## 世帯数と人口
2024年（令和6年）2月1日現在の世帯数と人口は以下の通りである。
| 町丁   | 世帯数 | 人口  |
| ------ | ------ | ----- |
| 西脇町 | 52世帯 | 119人 |

### 人口の変遷
国勢調査による人口の推移
| 1995年（平成7年）  | 108人 | [ 12 ] |  |
| 2000年（平成12年） | 139人 | [ 13 ] |  |
| 2005年（平成17年） | 129人 | [ 14 ] |  |
| 2010年（平成22年） | 128人 | [ 15 ] |  |
| 2015年（平成27年） | 116人 | [ 16 ] |  |
| 2020年（令和2年）  | 118人 | [ 17 ] |  |

### 世帯数の変遷
国勢調査による世帯数の推移。
| 1995年（平成7年）  | 29世帯 | [ 12 ] |  |
| 2000年（平成12年） | 35世帯 | [ 13 ] |  |
| 2005年（平成17年） | 36世帯 | [ 14 ] |  |
| 2010年（平成22年） | 40世帯 | [ 15 ] |  |
| 2015年（平成27年） | 39世帯 | [ 16 ] |  |
| 2020年（令和2年）  | 42世帯 | [ 17 ] |  |

## 交通

### 鉄道
町内に鉄道は走っていない。最寄り駅は愛知環状鉄道・愛知環状鉄道線瀬戸口駅になる。

### バス
名鉄バス「東山線」
- 【40】【41】藤が丘 - 岩作 - 本地口 - 菱野団地 系統
- 【43】【44】藤が丘 - 岩作 - 本地口 - 瀬戸駅前 系統

以上の4系統が走っているが、町内にバス停はない。最寄りのバス停は、本地口バス停・菱野バス停になる。
瀬戸市コミュニティバス「本地線」
- 陶生病院 - 瀬戸口駅 - 愛知医大 系統 ： 西脇町バス停（陶生病院方面乗り場）

### 道路
愛知県道57号瀬戸大府東海線 ： 町の西端、幡西町との町境を南北に通っている。

## 施設
- 西光寺[8] ： 真宗大谷派[18]。大澤治郎左ヱ門始め4名が美濃国鵜沼城にあった本尊阿弥陀如来を迎え祠ったのが始まりといわれている[18]。1673年（元禄4年）に本堂を建立[18]。

## その他

### 日本郵便
- 郵便番号 : 489-0936[6]（集配局：瀬戸郵便局[19]）。